# Acide disilicique
Ne doit pas être confondu avec Acide pyrosilicique.
L'acide disilicique est un composé chimique de formule H2Si2O5. Cette espèce d'acide silicique est également connue sous le nom d'acide phyllodisilicique, tandis que le terme disilicique est parfois utilisé comme synonyme pour l'acide pyrosilicique H6Si2O7.
Deux structures cristallines du système orthorhombique notées I et II ont été caractérisées dans ses phases solides, avec des paramètres cristallins valant respectivement a = 612 pm, b = 1 540 pm et c = 496 pm pour H2Si2O5 I, et a = 570 pm, b = 1 460 pm et c = 496 pm pour H2Si2O5 II. La longueur de la liaison OH···OH mesurée dans la forme I n'est que de 265 pm, tandis que la structure de la forme II est semblable à celle de Li2Si2O5.